# Chiesa della Santa Croce (Val di Vizze)
La chiesa della Santa Croce (in tedesco Kirche Heilig Kreuz) è la parrocchiale patronale di Prati (Wiesen), frazione di Val di Vizze (Pfitsch), in provincia autonoma di Bolzano. Appartiene al decanato di Vipiteno della diocesi di Bolzano-Bressanone e risale al XV secolo.

## Storia

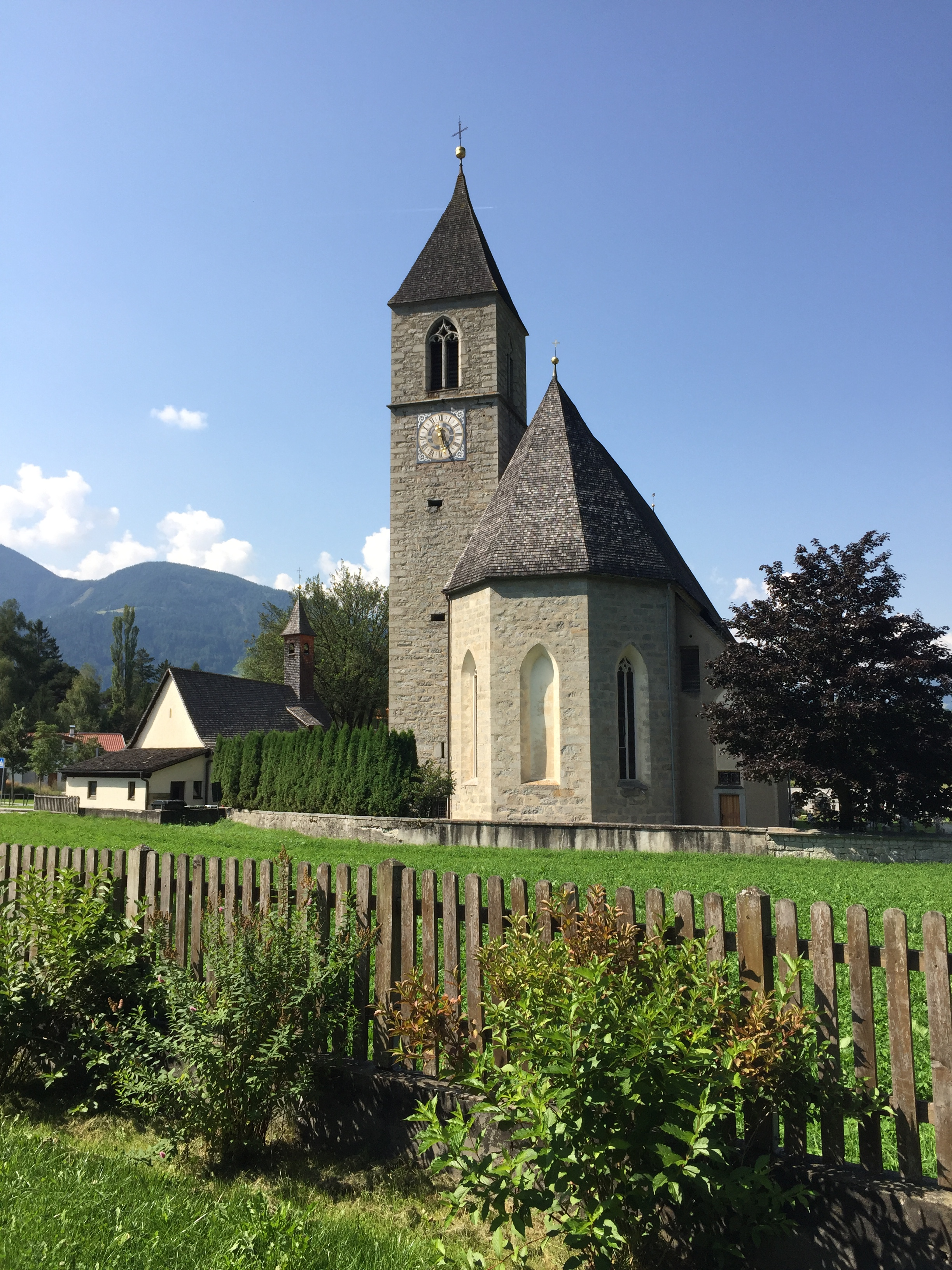
Parte absidale della chiesa con torre campanaria.

La chiesa della Santa Croce di Prati viene citata per la prima volta nel 1337 in un documento
nel quale si attesta che il luogo di culto era stato riconsacrato nel 1434, a conferma che era sicuramente preesistente.
Nel XVIII secolo fu oggetto di ristrutturazioni ed ampliamenti e per tali lavori venne impiegato il granito. Lo stile architettonico della chiesa ebbe da quel momento una diversa combinazione tra l'arte tardogotica e quella rinascimentale. 

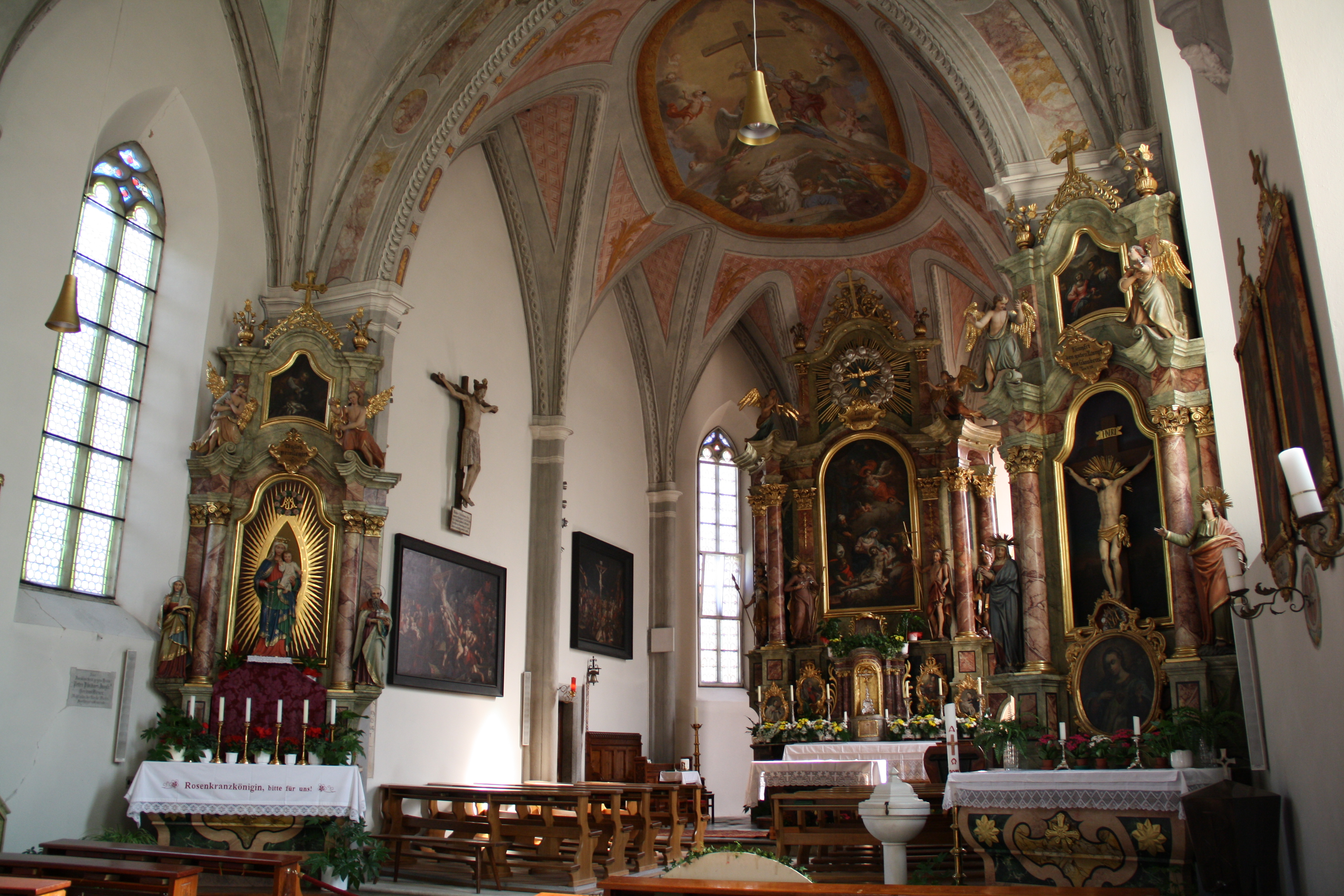
Interno, con altare maggiore e altare laterale.

Tale scelta non durò a lungo perché nel secolo successivo le strutture gotiche vennero rimosse.

## Descrizione

### Esterno
La chiesa si trova nella parte occidentale dell'abitato di Prati, accanto al cimitero della comunità. La facciata a capanna a due spioventi è semplice ed austera, in granito a vista, come il resto della struttura. 
Il portale di accesso principale è protetto da una tettoia in scandole di legno ed è sormontato, in asse, da un piccolo oculo strombato. La torre campanaria si trova in posizione arretrata sulla destra. Davanti alla facciata, oltre il cimitero, si trova la piccola cappella cimiteriale.

### Interno
L'interno è a navata unica ed è particolarmente ricco nell'apparato decorativo con la volta affrescata da Josef Renzler nel 1841 con immagini raffiguranti l'Adorazione della Croce dell'imperatore Eraclio e di santa Cecilia. Lo stesso artista ha dipinto anche le due pale sugli altari che risalgono al XVI secolo e poi ricostruiti due secoli più tardi. Il crocifisso ligneo gotico quattrocentesco è di particolare interesse artistico.